# Adam Friedrich von Schönberg (Hofbeamter, 1654)
Adam Friedrich von Schönberg (* 6. Mai 1654 in Wingendorf; † 6. März 1707 ebenda) war ein kurfürstlich-sächsischer Geheimer Rat und Kammerherr sowie Rittergutsbesitzer.

## Leben
Er stammte aus der sächsischen Adelsfamilie von Schönberg und war der Sohn von Hans Georg Schönberg (1610–1676) auf Wingendorf und dessen Ehefrau Anna Margaretha geborene von Schönberg (1617–1664) aus Reinsberg.
Wie viele seiner Familienangehörigen schlug er eine Verwaltungslaufbahn im Dienst der Wettiner ein. Er ging an den Hof nach Dresden, wo er zunächst zum Kammerjunker, später zum Kammerherrn und Geheimen Rat ernannt wurde. Mindestens von 1694/95 an bis 1706 war von Schönberg als schriftsässiger Rittergutsbesitzer an den Sächsischen Landtagen beteiligt. 1694/95 und 1696 im Weitere Ausschuß; 1699, 1700, 1701 1704 und 1706 im Engeren Ausschuß.
Er starb am 6. März 1707 und wurde am 3. April 1707 in Frankenstein beigesetzt. Die vom Freiberger Superintendenten Christian Lehmann gehaltene Leichenpredigt erschien anschließend in Druck.
Adam Friedrich von Schönberg hinterließ aus der Ehe mit Augusta Maria Marschall die drei Söhne Johann Dam, Adam Friedrich und Curt Alexander von Schönberg.